# Haraç
El haraç (en bosnio harač, en macedonio arač, арач, en griego χαράτσι/charatsi, en serbocroata harač) fue un impuesto que gravaba la propiedad de la tierra de los no musulmanes en el Imperio Otomano.
El haraç fue desarrollado a partir de otros impuestos sobre la propiedad de la tierra como el kharaj (harac), y era, en principio, sólo pagado por no-musulmanes. Se le consideraba la contraparte del zakat pagado por los musulmanes. El haraç fue posteriormente fusionado con el cizye.
La recolección del impuesto fue reformada por un firmán de 1834 que abolió el viejo sistema, y requirió que el haraç fuera pagado a una comisión compuesta del kadı y los ayans, o jefes municipales de los rayas de cada distrito.